# PSX (igraća konzola)
PSX (poznat i kao PlayStation X) Sonyev je digitalni video snimač s ugrađenom PlayStation 2 igraćom konzolom. Izdana je 13. prosinca 2003. u Japanu. Visoka cijena konzole rezultirala je slabom prodajom zbog čega nikad nije izdana izvan Japana. Početna cijena bila je 79 800  japanskih jena (oko 4 500  kn).

## Mogućnosti

### Hardver
PSX digitalni je video snimač s ugrađenim punokrvnim  PlayStationom 2 koji sadrži VHF tuner i tuner za kabelsku televiziju. Pomoću USB kabela moguće je spojiti PlayStation Portable za prijenos glazbe i videa. DVD čitač PSX-a podržava sav softver i igre za PlayStation i PlayStation 2. PSX podržava i mrežno igranje igara pomoću i.LINK IEEE 1394 priključka.
Procesor PSX-a je 90 nanometarski EE+GS koji je spoj procesora (Emotion Engine) i GPU-a (Graphics Synthesizer) PlayStationa 2. Igre koje su zahtijevale PS2 HDD dodatak imale su mogućnost korištenja ugrađenog tvrdog diska.
PSX-om možemo upravljati upravljačem koji se s njim isporučuje. DualShock i DualShock 2 kontroleri su podržani, iako se moraju kupiti naknadno.

### XrossMediaBar
PSX prvi je uređaj koji je koristio Sonyevo  sučelje XrossMediaBar. XMB kasnije je korišten u PSP-u,  PlayStationu 3, nekim BRAVIA televizorima itd.

## Modeli
Tijekom životnog vijeka PSX-a, izašlo je ukupno osam modela.
| Model     | Pohrana | LED indikator korištenja tvrdog diska | i.LINK priključak | VHF/UHF ulaz | VHF/UHF izlaz | BS ulaz | BS izlaz | Kompatibilno s PSP-om |
| --------- | ------- | ------------------------------------- | ----------------- | ------------ | ------------- | ------- | -------- | --------------------- |
| DESR-5000 | 160 GB  | Ne                                    | Ne                | Da           | Ne            | Da      | Ne       | Ne                    |
| DESR-7000 | 250 GB  | Ne                                    | Ne                | Da           | Ne            | Da      | Ne       | Ne                    |
| DESR-5100 | 160 GB  | Ne                                    | Ne                | Da           | Ne            | Da      | Ne       | Ne                    |
| DESR-7100 | 250 GB  | Ne                                    | Ne                | Da           | Ne            | Da      | Ne       | Ne                    |
| DESR-5500 | 160 GB  | Da                                    | Ne                | Da           | Da            | Ne      | Ne       | Ne                    |
| DESR-7500 | 250 GB  | Da                                    | Da                | Da           | Da            | Da      | Da       | Ne                    |
| DESR-5700 | 160 GB  | Da                                    | Ne                | Da           | Da            | Ne      | Ne       | Da                    |
| DESR-7700 | 250 GB  | Da                                    | Da                | Da           | Da            | Da      | Da       | Da                    |